# Линшань
Линша́нь (кит. упр. 灵山, пиньинь Língshān) — уезд городского округа Циньчжоу Гуанси-Чжуанского автономного района (КНР).

## История
Во времена империи Суй в 598 году был создан уезд Наньбин (南宾县). Во времена империи Тан в 794 году уезд Наньбин был переименован в Линшань. Во времена империи Мин была образована провинция Гуандун, и с тех пор уезд входил в её состав.
После вхождения этих мест в состав КНР в конце 1949 года уезд вошёл в состав Специального района Наньлу (南路专区) провинции Гуандун. В 1950 году уезды Циньсянь, Хэпу, Линшань и Фанчэн были выделены в отдельный Специальный район Циньлянь (钦廉专区), который в 1951 году был переименован в Специальный район Циньчжоу (钦州专区) и с 1952 года официально перешёл в состав провинции Гуанси.
В 1955 году Специальный район Циньчжоу вернулся в состав провинции Гуандун, где был переименован в Специальный район Хэпу (合浦专区). В 1959 году Специальный район Хэпу был присоединён к Специальному району Чжаньцзян (湛江专区).
В июне 1965 года в Гуанси-Чжуанском автономном районе был вновь создан Специальный район Циньчжоу, и уезд вернулся в его состав. В 1971 году Специальный район Циньчжоу был переименован в Округ Циньчжоу (钦州地区).
Постановлением Госсовета КНР от 28 июня 1994 года округ Циньчжоу был преобразован в городской округ.

## Административное деление
Уезд делится на 18 посёлков.

## Экономика
Линшань является важным центром по выращиванию зелёного чая. Продукция экспортируется в Гуандун, Хунань, Хубэй и Сычуань. По состоянию на 2022 год площадь чайных плантаций составляла 5100 га, объем производства чая достиг 16,2 тыс. тонн, общая стоимость чайной продукции составляла 732 млн юаней. В чайной отрасли Линшаня занято более 100 тыс. местных жителей.
Также Линшань славится производством личи.